# Малая Атня (Арский район)
Малая Атня — деревня в Арском районе Татарстана. Входит в состав Новокинерского сельского поселения.

## География
Находится в северо-западной части Татарстана на расстоянии приблизительно 47 км по прямой на север-северо-запад от районного центра города Арск на границе с республикой Марий Эл.

## История
Основана во второй половине XVIII века.

## Население
Постоянных жителей было: в 1859 году — 28, в 1897 — 66, в 1908 — 91, в 1920 — 81, в 1926 — 85, в 1938 — 86, в 1949—100, в 1958—140, в 1970 — 88, в 1979 — 59, в 1989 — 30, 11 в 2002 году (татары 100 %), 1 в 2010.